# موارد الكتب المصورة
سي بي آر (بالإنجليزية: CBR)‏، سابقًا موارد الكتب المصورة (بالإنجليزية: Comic Book Resources)‏، هو موقع إخباري يغطي الأفلام والتلفزيون والأنمي وألعاب الفيديو والأخبار والمناقشات المتعلقة بالكتب المصورة.